# Pejtjinovo
Pejtjinovo (bulgariska: Пейчиново) är ett distrikt i Bulgarien.   Det ligger i kommunen Obsjtina Bjala och regionen Ruse, i den centrala delen av landet, 200 km öster om huvudstaden Sofia.
Trakten runt Pejtjinovo består till största delen av jordbruksmark. Runt Pejtjinovo är det ganska glesbefolkat, med 38 invånare per kvadratkilometer.